# Jánk Károly
Jánk Károly (Szatmárnémeti, 1967. december 21. –) költő, műfordító.

## Életpályája
Elemi és középiskolai tanulmányait
szülővárosában végezte. 1990-től 1995-ig a kolozsvári Babeș–Bolyai Tudományegyetem magyar–néprajz szakos hallgatója. 1992-ben az Árnyékhatár című antológia, 1993-ban az Éber című egyetemi lap társszerkesztője. 1998-ban a Korunk, 2003-2004-ben a Marosvásárhelyen megjelenő A Hét versrovatának szerkesztője volt. Három évig fordítóként dolgozott. Számos verseskötete jelent meg, ezen kívül közölt antológiákban, illetve számos erdélyi és határon túli magyar folyóiratban szerepelt verssel és műfordítással. Tagja az Erdélyi Magyar Írók Ligájának. Jelenleg magyar nyelvet és irodalmat tanít szülővárosában.

## Kötetei
- 1994 – Álom a nyomokban – Mentor, Marosvásárhely
- 1997 – Másvilág – Mentor, Marosvásárhely
- 2003 – Ellenszél – Mentor, Marosvásárhely
- 2005 – Vadnyom – Koinónia, Kolozsvár
- 2009 – Hajnali hinták – Scriptor, Szatmárnémeti
- 2012 – Ülni örökre – Profundis, Szatmárnémeti
- 2012 – Őzláb Rudi és társai – Profundis, Szatmárnémeti
- 2014 – Üzen neked, Őszapó, Profundis
- 2014 – Öreg árnyék, Bookart
- 2016 – Álomidő. Válogatott versek; Bookart, Csíkszereda
- Jánk Károly–Csortán Márton: Két alkonyat. Egy tucat meg egy dal, kicsiknek és nagyobbacskáknak egy- és többszólamú egynemű karra; Exit, Kolozsvár, 2020

## Műfordításai
- Füst a dombról – négy román költő, JAK–Jelenkor, Budapest–Pécs, 1997

## Díjak, ösztöndíjak
- Szárhegyi Irodalmi Tábor 1990 – I. díj vers kategóriában
- Látó-nívódíj – debüt, 1992
- A Romániai Írószövetség debüt-díja, 1994
- Móricz Zsigmond-ösztöndíj, 1997
- NKA alkotói ösztöndíj, 2002
- Látó nívódíj 2002, 2011
- Benedek Elek ösztöndíj, 2011
- A Szatmári Kiadói Év díja gyermekkönyv kategóriában, 2012 (Őzláb Rudi és társai)
- NKA alkotói ösztöndíj, 2013
- Erdélyi Magyar Kortárs Kultúráért díj, 2015
- Szatmári Kiadói Év díja, 2015